# Daliborka

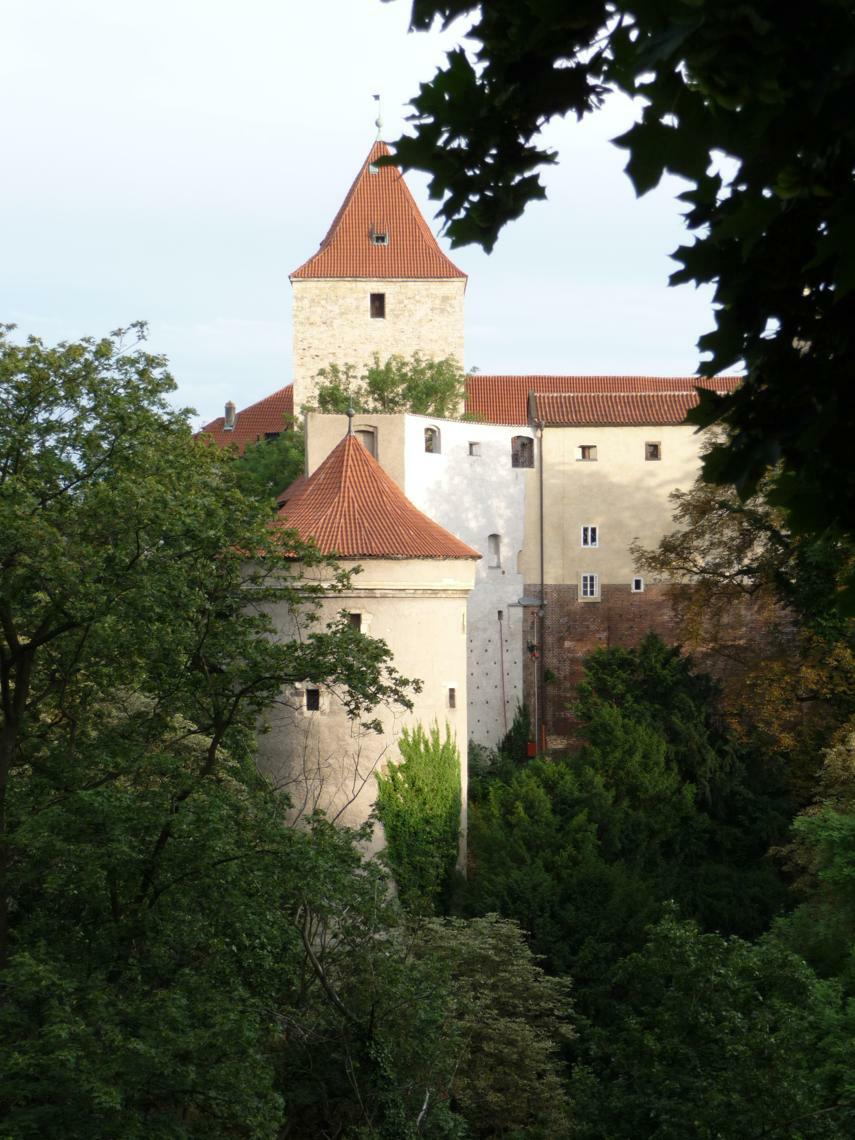
Daliborka (vorne) und Schwarzer Turm

Die Daliborka ist ein gotischer Befestigungsturm der Prager Burg, der als Hungerturm genutzt wurde. Er ist nach dem ersten Insassen, Dalibor von Kozojedy, benannt.
Der Rundturm befindet sich am nordöstlichen Eck der Burg und schließt an das berühmte Goldene Gässchen an. Im Kellergeschoss befinden sich vier Gefängniszellen mit einem Verlies darunter. Der böhmische König Vladislav Jagiello ließ den Turm 1496 von Baumeister Benedikt Ried errichten. Zwei Jahre später wurde der wegen Raubes verurteilte Ritter Dalibor in den Turm gesperrt und hingerichtet. Smetanas Oper Dalibor beruht auf dem Stoff. Der Kunstmäzen Franz Anton von Sporck war ebenfalls in der Daliborka inhaftiert. Als Gefängnis diente sie bis zum Jahr 1781. Nach einem Brand in diesem Jahr wurde der Turm um ein Stockwerk auf fünf verkleinert.
Der Turm steht zur Besichtigung offen und enthält eine Ausstellung zur peinlichen Befragung.